# Beyer Henrik
Beyer Henrik (Biala, 1821. július 21. – Beszterce, 1881. február 20.) gimnáziumi tanár.

## Élete
Gimnáziumi és bölcseleti tanulmányainak befejezése után a reáltudományok felé fordult és a selmecbányai akadémián elvégzésével (1844–1848.) bányamérnöki képesítést szerzett. A szabadságharc idején a honvédnek állt és részt vett több csatában, így Buda ostrománál és Kápolnánál is. Tüzérfőhadnagyi rangot ért el  a szabadságharc alatt. 1851–1857-ig kataszteri mérnök volt. 1857-ben a kassai főgimnázium és a reáliskola természetrajz melléktanáraként működött. 1859-ben az eperjesi főgimnáziumhoz tették át, ahol 1863-ig helyettes tanárként működött. 1863–1866-ig magán-bányamérnök volt. 1867-ben a szabadkai főgimnázium helyettes tanára volt, 1867–1868-ban mint rendes tanár működött. 1868-ban letette a tanári szakvizsgát; a természetrajznak az egész gimnáziumban való tanítására nyert képesítést, majd rendes tanárnak a besztercei főgimnáziumhoz nevezték ki.

## Munkái
A mikroszkópi praeparatumok iskolai célokat szolgáló olcsó előállításának és terjesztésének úttörője volt Magyarországon (1879-től).   Mihálka Antal Ásványtan alapvonalai főgymn. és főreáliskolák használatára című, sokáig versenytárs nélkül használt munkáját negyedik (Pest, 1864.) és ötödik kiadásban (Uo. 1873.) átdolgozta.